# Henicophaps albifrons
Pombo-bronze-de-testa-branca ou rola-da-nova-guiné (Henicophaps albifrons) é uma espécie de ave da família Columbidae.
Pode ser encontrada nos seguintes países: Indonésia e Papua-Nova Guiné.
Os seus habitats naturais são: florestas subtropicais ou tropicais húmidas de baixa altitude e regiões subtropicais ou tropicais húmidas de alta altitude.